# مجلس كنائس السودان
مجلس كنائس السودان الجديد (NSCC) هو منظمة تضم ست كنائس تقع في جنوب السودان: الكنيسة الرومانية الكاثوليكية، الكنيسة الأسقفية في السودان [الإنجليزية]، الكنيسة الإنجيلية المشيخية بالسودان، الكنيسة الأفريقية الداخلية [الإنجليزية]، الكنيسة الخمسينية السودانية [الإنجليزية] والكنيسة الداخلية السودانية. تشكلت في 1989-1990 في عهد الأسقف باريد تابان [الإنجليزية]، عملت الكنيسة كميسر في مفاوضات السلام خلال الحرب الأهلية السودانية الثانية. إلى جانب هدفها المعلن للزمالة المسيحية، فهي نشطة في مناصرة المصالحة وحقوق الإنسان.

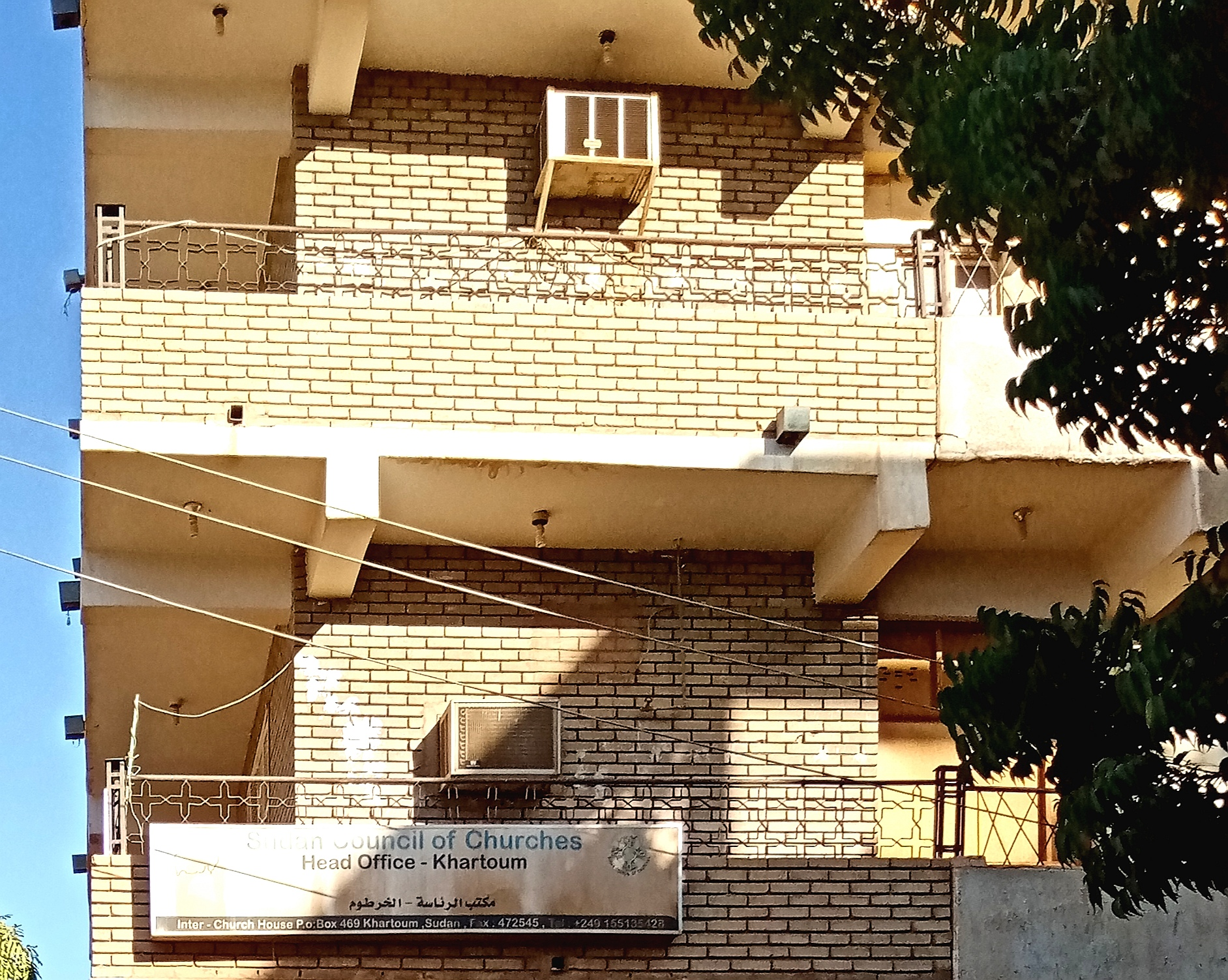
مبني مجلس الكنائس السودان الخرطوم

كان نجاح مجلس الكنائس هو التفاوض على إنهاء القتال العرقي بين النوير في عام 1999. أدت مفاوضات مؤتمر السلام وونليت [الإنجليزية] إلى إنشاء حركة تحرير جنوب السودان [الإنجليزية]، التي أعلنت نفسها محايدة في الصراع. وفقًا لجون بريندرغاست من مجموعة الأزمات الدولية، فإن التقدم الذي تم إحرازه في المصالحة بين الفصائل التي نتجت عن انشقاق ريك مشار ولام أكول عن جيش التحرير الشعبي في عام 1994 هو إلى حد كبير نتيجة لعمل مجلس الكنائس. ومع ذلك، فإن مجلس الشؤون العامة الأوروبي السوداني، وهو منظمة تتخذ موقفًا مؤيدًا للحكومة إلى حد كبير، ينص على أن الكنيسة متشابك بشكل مفرط مع القيادة السياسية وأهداف الجيش الشعبي لتحرير السودان.
وهي عضو في زمالة المجالس والكنائس المسيحية في منطقة البحيرات العظمى والقرن الأفريقي [الإنجليزية].